# Metodo Caruso
Con il nome metodo Caruso si indica generalmente una metodologia tecnica e didattica per l'arrampicata su roccia e su ghiaccio elaborata dall'alpinista e guida alpina Paolo Caruso. Tale metodo, che è entrato progressivamente in auge nel mondo alpinistico a partire dagli anni Duemila (dopo la pubblicazione dei primi volumi specialistici curati dall'autore) ha avuto l'indubbio merito di rimettere ordine nella disciplina dell'arrampicata, codificandone gli schemi motori principali. Per tutto il Novecento, infatti, i fondamenti didattici dell'arte scalatoria erano stati basati per lo più sulla tradizione orale e sul sistema dell'autoapprendimento, vista la modesta e scarsa manualistica del settore. In seguito ad una pubblicazione datata al dicembre del 2017, l'applicazione del metodo si è poi estesa anche alla tecnica e alla didattica dello sci fuoripista e in neve fresca.

## Concetti fondamentali
Sviluppatosi a partire dalla fine degli anni ottanta dall'esigenza di individuare e studiare i principi che regolano il movimento nella progressione in verticale, il metodo è in continua evoluzione. I principi del movimento fanno riferimento a concetti  universali, vale a dire oggettivamente validi per ogni praticante, e hanno consentito di individuare le tecniche e le progressioni fondamentali che nel loro insieme permettono di acquisire e sviluppare la capacità motoria in arrampicata.
Alla base del metodo vi è il concetto che la sicurezza e l'efficacia nel movimento, insieme alla capacità di trarre il massimo beneficio dalla scalata, sono aspetti strettamente correlati. 
Imparando tutte le tecniche del metodo si facilita l'apprendimento, si acquisiscono gli schemi motori migliori e si evita quindi di rendere automatici i difetti o gli errori di movimento. Ad un livello avanzato di apprendimento le differenti tecniche favoriscono l'abilità nella "lettura" dei passaggi, consentendo una grande libertà di esecuzione motoria, grazie alla possibilità di adattare le progressioni del metodo a tutte le situazioni della scalata, potendo attingere alle innumerevoli varianti di movimento che derivano dalla conoscenza approfondita del metodo. Grazie alla corretta applicazione di tale tecnica è possibile ampliare il proprio bagaglio motorio, liberandosi da eventuali movimenti inappropriati, schematici o inconsapevolmente erronei.

## Le tecniche e le progressioni principali del metodo
- Progressione incrociata
- Progressione fondamentale
- Progressione laterale
- Progressione a triangolo

- Passaggio misto
- Sostituzione
- Oscillazione ad arco
- Progressione con tallonaggio
- Oscillazione a pendolo

Il metodo Caruso è uno dei principali riferimenti formativi, per la tecnica e la didattica relative all'arrampicata, utilizzati dal CAI e dalle guide alpine Italiane. Esso compare, direttamente curato dall'autore, sui manuali tecnici di entrambe le associazioni.

## Il metodo Caruso nello sci
L'estensione dell'applicazione del metodo Caruso allo sci avviene dopo un lungo periodo di ricerca, iniziato nei primi anni 2000, in seguito a un fortuito episodio per il quale Paolo Caruso ha riconosciuto le prime sovrapposizioni con quanto applicato alle tecniche di arrampicata su roccia e ghiaccio: "ho d’un tratto capito che lo schema motorio in ambio, oltre a essere l’incubo inconsapevole degli scalatori, era anche la causa che generava l’errore principale sugli sci".
Questi anni di ricerca e studio, che hanno visto coinvolti diversi collaboratori e allievi di Paolo Caruso, hanno portato alla pubblicazione nel dicembre 2017 del libro "L'arte di sciare oltre le piste. Il Metodo Caruso® per lo sci completo" edito da Versante Sud.